# Kaznějov (stacja kolejowa)
Kaznějov – stacja kolejowa w Kaznějovie, w kraju pilzneńskim, w Czechach. Położona jest na wysokości 415 m n.p.m.
Na stacji nie ma możliwości zakupu biletu, a obsługa podróżnych odbywa się w pociągu.. 

## Linie kolejowe
- 160 Plzeň - Žatec